# Felix Austria (Unternehmen)
Felix Austria (Eigenschreibweise FELIX Austria) ist ein bekannter österreichischer Lebensmittelproduzent.

## Geschichte
Im Jahr 1868 wurde in Znaim, einem Zentrum der Gurkenproduktion, die Firma „Löw & Felix“ gegründet.
Herbert Felix, ein Nachkomme der Gründerfamilie, wurde 1908 geboren und wuchs in der Stadt Znaim auf. Er arbeitete in der Konservenfabrik seines Vaters mit, welche Gurken in verschiedene Länder, unter anderem auch nach Schweden, exportierte. 1939 floh Herbert Felix mit seiner Ehefrau Kerstin nach Schweden und gründete dort die Firma „AB Felix“. Im Jahr 1958 kehrte Felix auf Wunsch seines Cousins Bruno Kreisky – dem späteren österreichischen Außenminister und Bundeskanzler – nach Österreich zurück und gründete in Mattersburg, Burgenland, ein Schwesterunternehmen.
Die Fabrik wurde im Jahre 1960 nach den Plänen des Architekten T. G. Nydrén aus Malmö errichtet. Der Export entsprach um 1970 ungefähr 37 Millionen Schilling, davon 35 nach Schweden. Um 1970 wurde begonnen, Großpackungen an Konserven und Tiefkühlwaren eigens für Hotelbetriebe herzustellen.
Im Jahr 1973 starb Herbert Felix im Alter von 64 Jahren.
1995 wurde FELIX Austria Teil von Orkla ASA, einer skandinavischen Unternehmensgruppe, die 2015 mit rund 15.000 Mitarbeitern einen Umsatz von ca. 3,6 Milliarden Euro erwirtschaftete und in über 40 Ländern weltweit tätig ist.
2015 wurde das Steyrer Unternehmen Bioquelle übernommen. Damit wurde die Produktpalette um Müsli erweitert.

## Markt und Produkte
Die Produktpalette umfasst Ketchup, Sugo, Saucen und Relishes, Fertiggerichte (wie Suppen oder Dosengerichte), Müsli und Müsliriegel, Gurken, Gemüse und Salate.
Die Produkte werden in Österreich sowohl an den Einzel-, als auch an den Großhandel geliefert.
FELIX Ketchup ist mit 61 % Marktanteil in Österreich das beliebteste Ketchup. In Slowenien ist FELIX Ketchup mit einem Marktanteil von ca. 39 % ebenfalls Marktführer. Bei Sugo beträgt der Marktanteil in Österreich knapp 35 %.
Die Gulaschsuppe ist mit 65 % Marktanteil die beliebteste bei Österreichs Gastronomen.